# Медичний центр імені Сураскі
Медичний центр імені Сураські (івр. המרכז הרפואי ת"א ע"ש סוראסקי) — ізраїльська лікарня, яка є однією з трьох найбільших медичних центрів країни, розташована у м. Тель-Авів.
Колишня (до 1973 року) назва — «Лікарня Іхілов» (івр. בית החולים איכילוב) — поширена досі.
Комплекс займає територію в 150 тис. м² та об'єднує лікарню загального профілю, реабілітаційне підрозділ ім. Іда Сураські, пологовий будинок «Лис» і дитячу лікарню «Дана». Крім медичної діяльності, медичний центр є також і науково-дослідним і навчальним центром, приєднаним до медичного факультету ім. Саклера Тель-Авівського університету і спеціалізованою школою з підготовки медичного персоналу ім. Шейнборн.
Медичний центр імені Сураскі з 1993 року по 2015 рік (з трирічним перервою) очолював професор Габріель (Габі) Барбаш. З 2015 р. року центр очолює професор Роні Гамзу який до 2014 року був генеральним директором Міністерства охорони здоров'я Ізраїлю.

## Історія
Лікарня була заснована в 1914 році жіночою організацією «Хадасса» у невеликому будинку на вулиці Нахалат Беньямін.
У міру розростання міста лікарня переїхала в будинок на вулиці Бальфур, і була відома як лікарня «Хадасса-Бальфур». У кінці двадцятих років XX століття, коли населення Тель-Авіва і його околиць зросла, а також унаслідок заворушень 1929 року, виникла гостра необхідність в ще одній лікарні, крім лікарні «Хадасса» на вулиці Бальфур. У 1934 році муніципалітет Тель-Авіва виділив придбану їм територію в садах Порталіса (сьогодні на цьому місці розташована будівля муніципалітету) і послав в Єгипет міську делегацію, до складу якої входили — архітектор, інженер-містобудівник і керівник міської лікарні, для навчання і проектування сучасної лікарні. Події Другої світової війни і Війни за незалежність Ізраїлю затримали проектування і здійснення будівництва лікарні. Тільки після Війни за незалежність Ізраїлю Муніципалітет міста виділив нову територію в поселенні «Сарона», між бульваром Давид а-Мелех і шосе Петах-Тіква. Проектування було доручено архітекторам Ар'є Шарона і Б. Ідельсону, яких консультували керівник міської лікарні (Хадасса) — д-р Абрамович і головлікар лікарні Тель-Ашомер (в минулому керівник лікарні «Бейлінсон») — проф. Гаррі Геллер. Наріжний камінь був закладений в 1951 році, в період правління мера міста ісраель роках, проте будівництво було завершено лише через 10 років, і лікарня відкрилася для відвідувачів 1 лютого 1961 року, коли мером міста був Мордехай Намір.
Лікарня була названа на честь Мойше Іхілова — заступника мера і голови виконавчого комітету міської лікарні, який пішов з життя в 1957 році. У 1973 році був підписаний договір між «Асоціацією друзів лікарні Іхілов», урядом Ізраїлю і муніципалітетом Тель-Авіва з приводу присвоєння лікарні імені мексиканського мецената Еліаса Сураські. У 1980 році міністр фінансів Ігаль Горовиць і міністр охорони здоров'я Еліезер Шостак ухвалили спільне рішення об'єднати три міські лікарні, які функціонували в Тель-Авіві на той момент: лікарня «Іхілов», пологовий будинок «Ха-Кирія» (був відкритий в 1951 році) і найстаріше стаціонарного закладу — лікарня «Хадасса» (Тель-Авів).
З тих пір почався прискорений процес забудови території лікарні. У 1980 році відбулося урочисте відкриття реабілітаційного центру ім. Іди Сураські. У 1986 році було закладено наріжний камінь лікарні «Дана», відкриття якої відбулося в 1991 році. У 1992 році Тель-Авівського лікарня «Хадасса» була закрита остаточно, і все відділення були переведені в новий медичний центр. У липні 1997 року пологовий будинок «Акіри» був переведений в лікарню-пологовий будинок «Лис», а у вересні 1997 року було закладено наріжний камінь висотної будівлі стаціонару ім. Теда Арісон, відкриття якого відбулося в 2001 році. У серпні 2007 року було закладено наріжний камінь будівлі «Кардіологічний центру імені Самі Офера», і для цілей будівництва кардіоцентру частина початкового будівлі лікарні «Іхілов» була знесена.
Травматологічне відділення лікарні було названо на честь Іцхака Рабіна, який був привезений до лікарні після замаху на його життя під час демонстрації на підтримку мирного процесу на Площі Царів Ізраїлю (11 листопада 1995 року), і там помер незважаючи на всі зусилля медиків.
Лікарня є однією з трьох найбільших лікарень Ізраїлю[неавторитетне джерело] І вважається другою за величиною в Ізраїлі. Лікарня обслуговує 415 000 жителів Тель-Авіва і понад мільйон жителів агломерації Гуш-Дан, щодня приїжджають в місто.

## Персонал лікарні
На 2016 рік в медичному центрі працюють одна тисяча сто тридцять один лікарів, з яких: 275 — фахівці, 215 — глави відділень і блоків; 103 мають звання професора. Сестринського персоналу — 1759 осіб: 95,6 % з них дипломовані медсестри. У відділі адміністрації і в господарському відділі зайняті 1580 співробітників. У Центрі є 43 стаціонарних відділення на 1050 ліжок; щорічно в них надходить 94000 хворих, які потребують госпіталізації. 150 амбулаторних клінік щорічно відвідують 1 112 000 чоловік, а в пологовому будинку «Лісс» проходять 10200 пологів. Хірургічне відділення проводить більше 25000 операцій, а приймального покою щорічно приймає 181 000 чоловік.

## Будівля лікарні
Центральним будинком Медичного центру є висотна будівля стаціонару імені Теда Арісон. Будівля була побудована на пожертвування Теда Арісон і його дочки Шарі Арісон. Будівля має 13 поверхів і вертолітний майданчик на даху. Крім іншого, в цій будівлі розташована медична бібліотека.
У лютому 2008 року почалося зведення будівлі Кардіологічний центру ім. Самі Офера, і в березні 2011 в нову будівлю почали переводити перші відділення — кардіологію і кардіо-торакальної хірургію. Площа будівлі, всіх 17 поверхів (4 з яких підземні), становить приблизно 56 тис. Кв. м., і в ньому розташований весь кардіологічний комплекс, відділення лікування захворювань головного мозку та інші відділення вузького профілю[неавторитетне джерело] Під землею, на паркувальних поверхах, була побудована автономна лікарня екстреної допомоги на 700 ліжок, конструкція якої забезпечує захист пацієнтів від звичайних, хімічних і біологічних атак.

## Медичний туризм
Медичний центр «Сураські» вважається[ким?] одним з передових медичний центрів в світі і успішно проводить лікування пацієнтів з усього світу в рамках відділення медичного туризму. У відділенні надаються роз'яснення про варіанти лікування, доступних для пацієнтів, про очікувану тривалість перебування в країні / в лікарні і вартості лікування, роз'яснення надаються на різних мовах, включаючи англійську, французьку, російську і арабську мови. На базі відділення медичного туризму іноземним громадянам надається можливість отримати медичну консультацію, а також пройти різні передові медичні процедури з використанням новітніх технологій світового рівня, які застосовуються також в лабораторіях, в інститутах візуалізаціонних досліджень і в удосконалених операційних залах лікарні. Відділення медичного туризму Медичного центру «Сураські» бере на себе питання щодо трансферу своїх іноземних пацієнтів з аеропорту в клініку і назад. Іноземні громадяни, що проходять лікування в Тель-Авівському медичному центрі, протягом усього періоду їхнього лікування в лікарні, супроводжуються представниками відділення медичного туризму лікарні, які володіють відповідними мовами. Відділення медичного туризму Медичного центру «Сураські» також вирішує питання і завдання, супутні лікуванню, такі як отримання візи в Ізраїль, пошук житла, підвезення і т. ін. Журнал "Newsweek" визначив, що Медичний центр «Сураські» є одним з десяти найбільш популярних медичних установ в сфері медичного туризму.

## Міжнародна акредитація
У січні 2014 року медичний центр імені Сураські став володарем престижної міжнародної акредитації JCI, пройшовши 1 280 з 1300+ оценочен тестів.

## Галерея

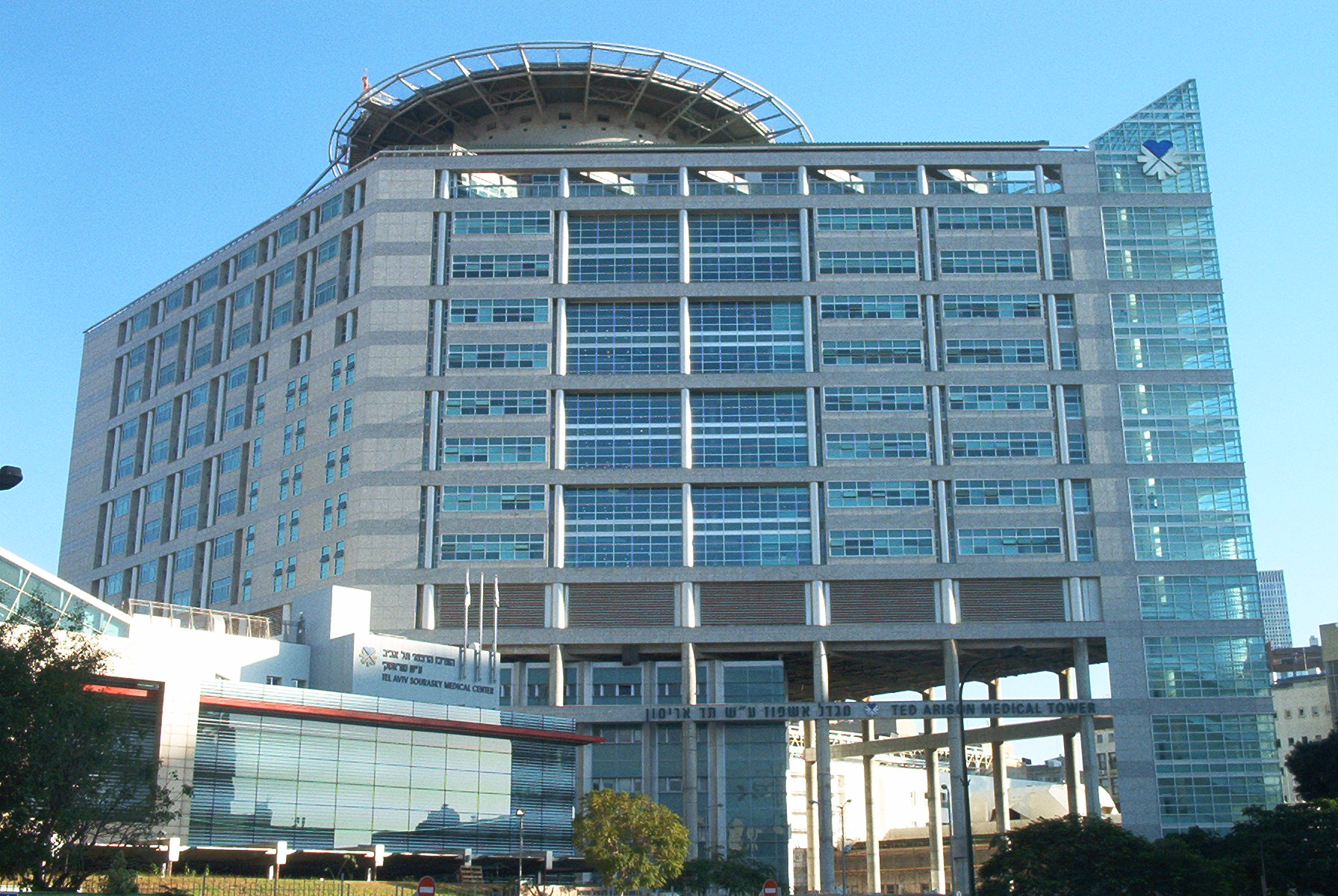
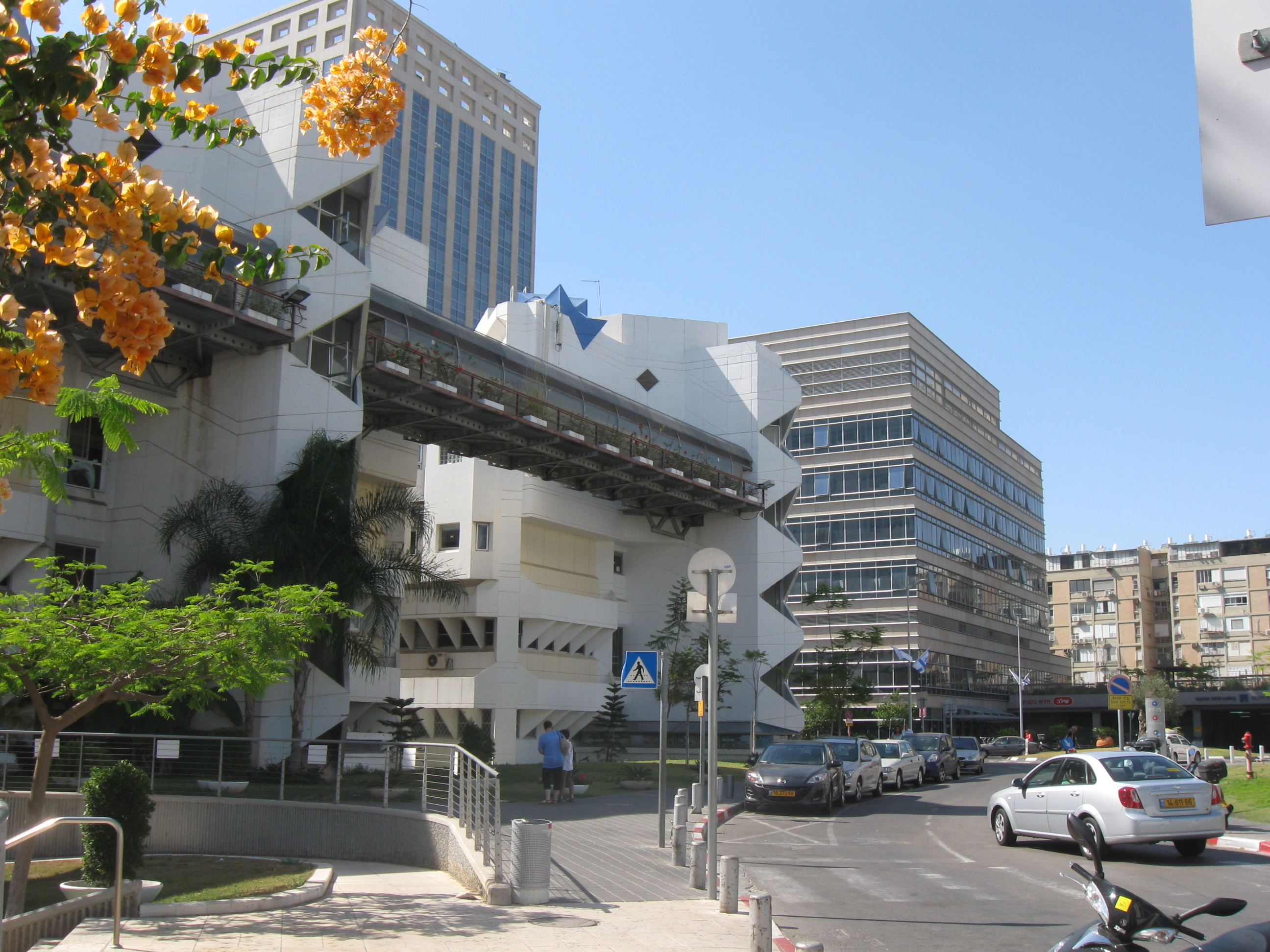
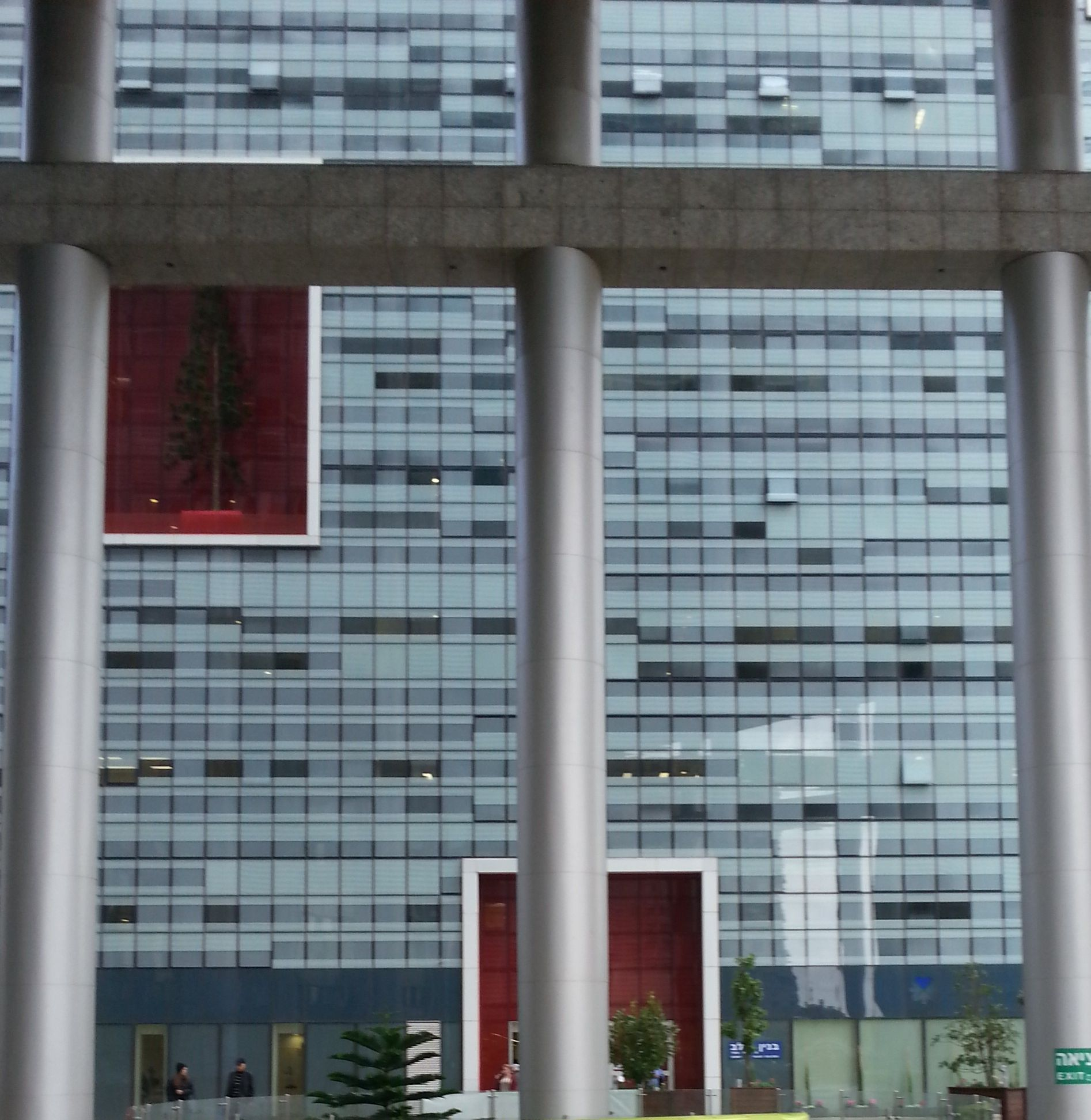
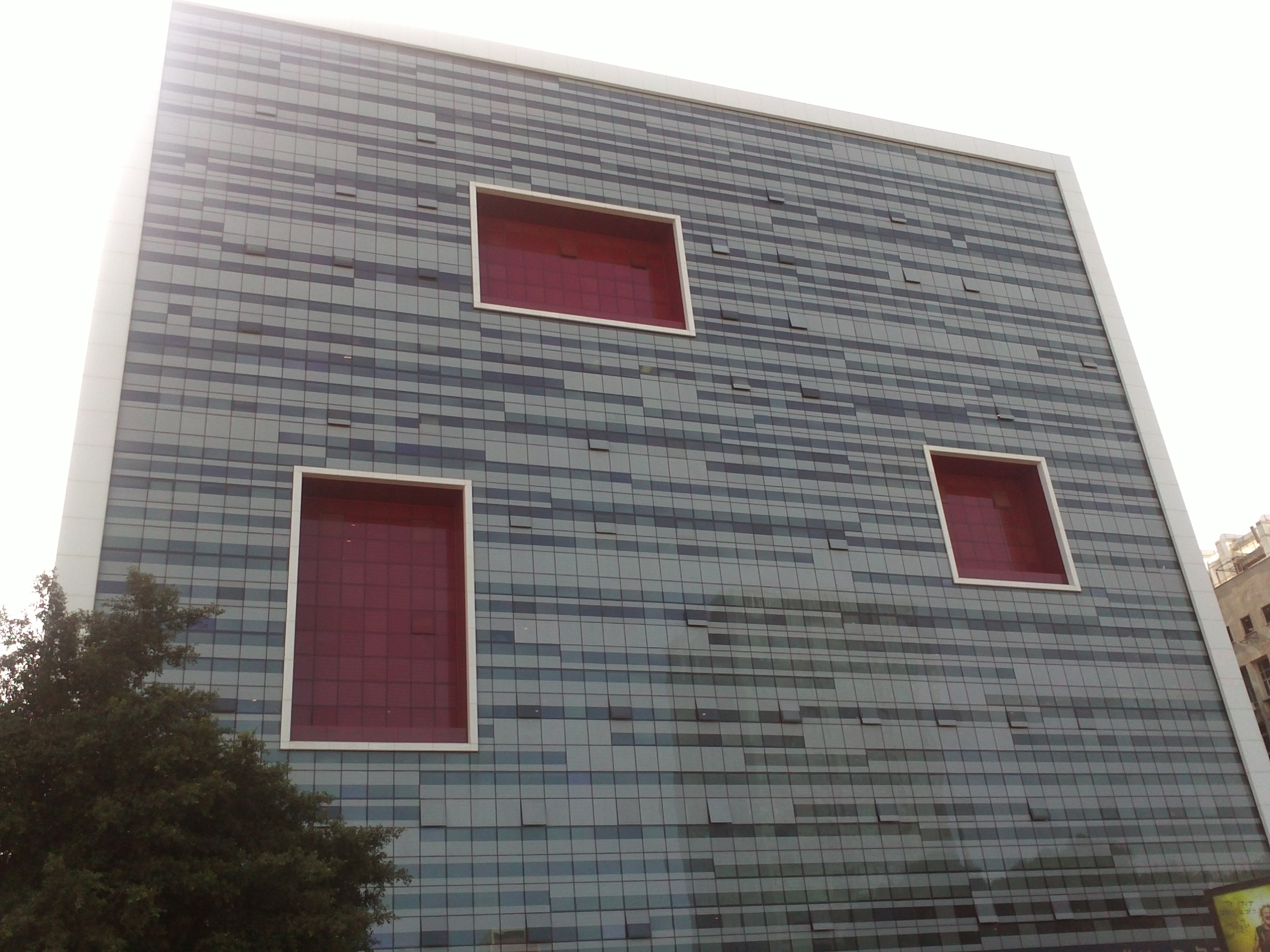
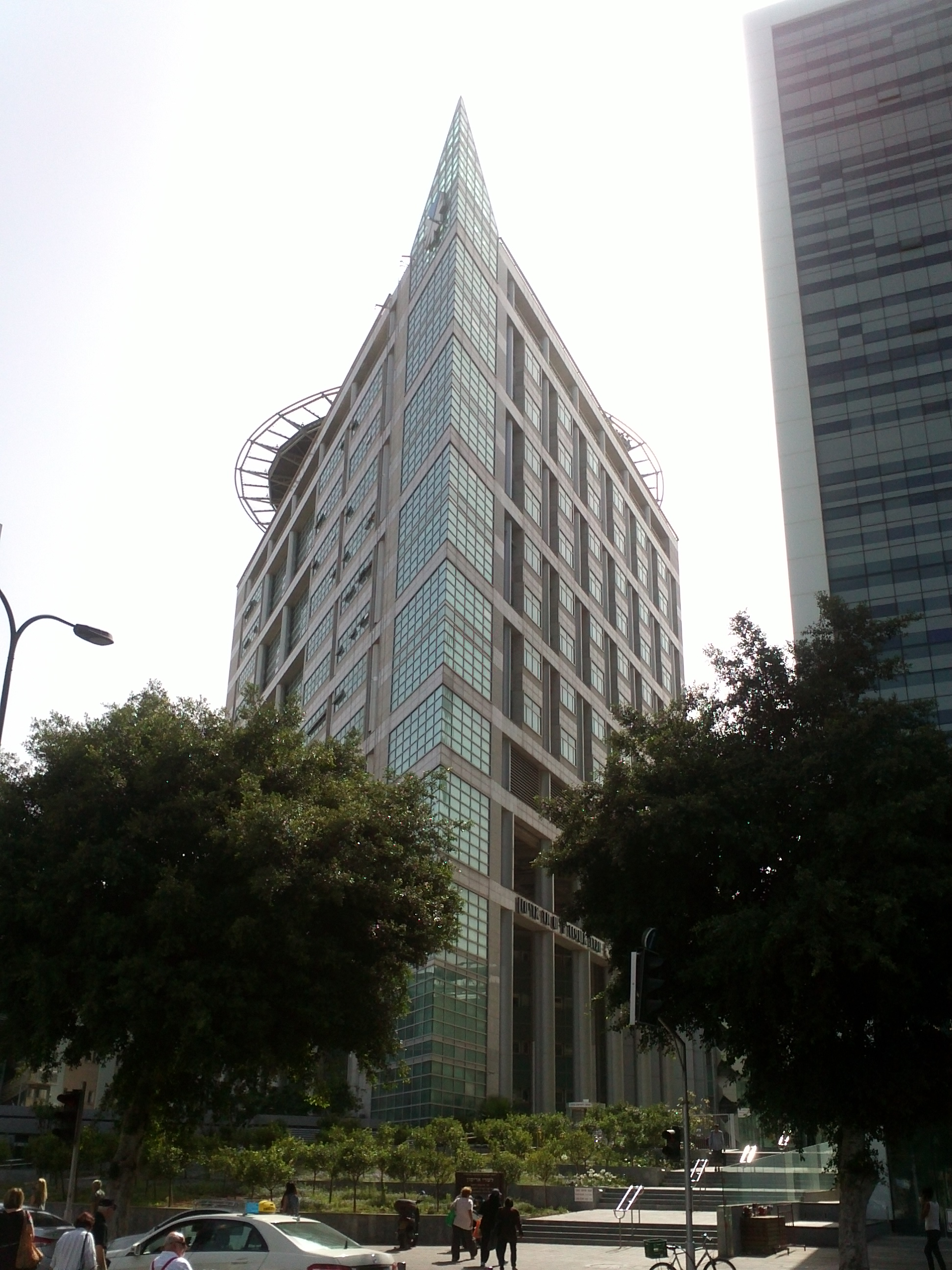